# Louise Willy
Louise Willy, també coneguda com Loulou, nascuda vers 1873 i morta en data indeterminada després de 1913, és una artista de cabaret, de teatre i cinema mut francesa. És més coneguda per haver rodat el 1896 a la primera pel·lícula de caràcter eròtic de la història del cinema.

## Biografia
Als vint anys va debutar al Théâtre des Nouvelles el 1892, en un petit paper a La Bonne de chez Duval d'Antony Mars  i Hippolyte. Raymond, després al Théâtre Moderne amb Tous à la scène de Victor de Cottens i Paul Gavault.
Es va unir al Folies-Bergères el 1894, amb Fleur de Lotus, une pantomima d'Armand Silvestre i Hugues Delorme. Després es va unir a l'Olympia i va tornar a Cabourg i a Lió on va substituir Blanche Cavelli, al théâtre de l'Eldorado, en una escena extreta de la peça Le Coucher d'Yvette, també anomenada Le Coucher de la mariée, pantomima lírica de Francisque Verdellet, música d'Eugène Arnaud. Es a unir al Jardin de Paris on va interpretar Le Suicide de Pierrot, i va interpretar el paper de Fée a La Fée des poupées de Joseph Hassreiter i Gaul a l'Olympia l'octubre de 1894.
En 1895 va aparèixer a la revista Les Turlutaines de l'année i a la pantomima Mauvais Rêve de Max Maurey, música de Rodolphe Berger, i va triomfar a l'Olympia amb Le Coucher de la mariée, pantomima de Gaston Pollonnais i Oscar de Lagoanére, on deixava caure la seva roba peça a peça, i a le Bain de la Parisienne.
El 1896, va debutar a la pel·lícula eròtica, Le Coucher de la mariée, basada en l'obra homònima i produïda per Eugène Pirou.
El 1897 va interpretar el paper d’Églantine al ballet-pantomima Le Chevalier aux fleurs d'Armand Silvestre, música d'André Messager i Raoul Pugno, al théâtre Marigny.
De retorn a l'Olympia, el 1898, va protagonitzar una reposició de Coucher de la mariée ; a Pierrot cambrioleur; a Vision !, ballet-pantomima de Léon Roger-Millès amb música d'Edmond Missa; a Folles Amours; a Néron amb Émilienne d'Alençon; el paper de Pierrette a Les Sept Péchés capitaux de Maurice de Marsan amb música d'Henri Hirschman així com al ballet Les Mille et Une Nuits de Max Maurey i A. Thierry el 1899.
Va anar al Parisiana en 1900 en una reposició de Mauvais Rêve; a l'Olympia amb La Belle aux cheveux d'or, ballet-pantomima de Jean Lorrain, amb música d'Edmond Diet, el 2 de maig. Va interpretar el paper de Julie a Moins cinq !, una peça de Paul Gavault i Georges Berr, al Palais-Royal, el 22 de novembre. L'abril de 1901, va interpretar el paper de Gabrielle Vernis a la comèdia Sacré Léonce ! de Pierre Wolff.
Deixa el teatre per tornar al music-hall amb papers a Paris-Cascades, ballet d'Auguste Germain amb música de Louis Varney al'Olympia en setembre de 1901, i a Cendrillon, ballet d'Alphonse Lemonnier i Gardel Hervé amb música de Victor Roger el 1902.
A la Scala, va interpretar Cambriolage de Jacques Lemaire i Paul Fauchey l'octubre de 1902.
El 1903 es va unir al théâtre des Mathurins. Hi va interpretar La Momie, una pantomima d'Henry Ferrare i Louis Aubert; el paper de Laurida a Cœur jaloux, una pantomima d'Henri Reine, música de Chantrier. El 1904, va encarnar la princesa Aurore a la revista del Folies-Bergères de Victor de Cottens, Praxíteles a Phrygné amb Cléo de Mérode a l'Olympia. El 1905 va intervenir a Pris au piège, una peça de Théo, música de H. Rosès al théâtre des Capucines. El 1906, Josiane Eymard, peça de Jean Lorrain a la Nouvelle-Comédie. René Debrenne la va contractar per a la gira per les províncies per interpretar el paper de Cléo de Garches a Amour et Cie de Louis Forest. El 1907 va interpretar Delphine a La Lime, mimodrama d'Henry Ferrare, música d'André Fijan, al Moulin Rouge el 23 d'abril que va interpretar al palais des Beaux-Arts de Montecarlo el 1909.

## Teatre (creacions)
- 1892: La Bonne de chez Duval, vodevil-opereta en 3 actes d'Antony Mars 6 Hippolyte Raymond, théâtre des Nouveautés (6 d'octubre)
- 1892: Tous à la scène, revista en 3 actes de Victor de Cottens i Paul Gavault, Théâtre Moderne (31 de desembre)
- 1897: Le Chevalier aux fleurs d'Armand Silvestre, música d'André Messager i Raoul Pugno, théâtre Marigny (15 de maig) : Églantine[45]
- 1900: Moins cinq !, de Paul Gavault i Georges Berr, théâtre du Palais-Royal (21 de novembre) : Julie[46] · [47]
- 1901: Sacré Léonce ! de Pierre Wolff, Palais-Royal (3 d'abril) : Gabrielle Vernis[48]

## Cin4ma

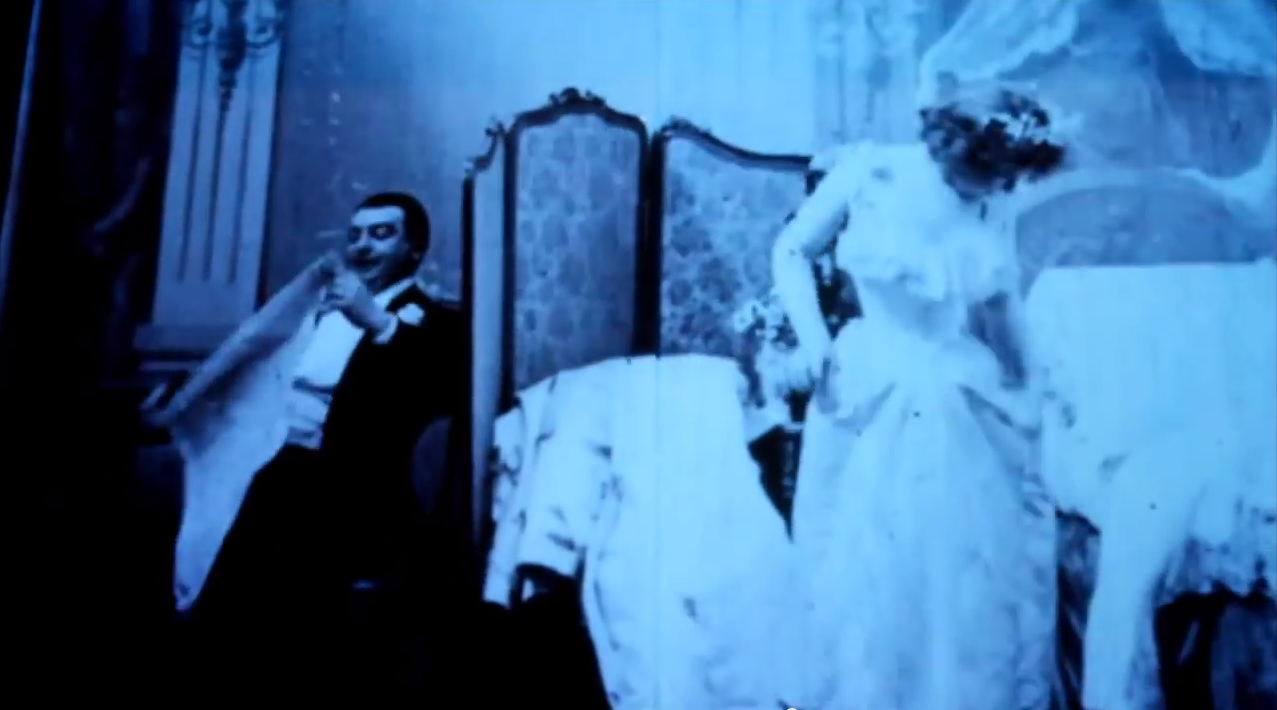
Le Coucher de la mariée

- 1896: Le Coucher de la mariée, pel·lícula eròtica muda d'Albert Kirchner
- 1906: Aladin ou la Lampe merveilleuse, pel·lícula muda d'Albert Capellani
- 1911: Falstaff, curtmetratge mut d'Henri Desfontaines
- 1912: Le Page, curtmetratge mut d'Henri Desfontaines
- 1913: L'Homme nu, pel·lícula d'Henri Desfontaines